# Szczelina za Architektami
Szczelina za Architektami – niewielka jaskinia w skałach Pieninki w Dolinie Kobylańskiej. Pod względem geograficznym jest to obszar Wyżyny Olkuskiej wchodzący w skład Wyżyny Krakowsko-Częstochowskiej, administracyjnie znajduje się w granicach wsi Karniowice, w gminie Zabierzów w powiecie krakowskim.

## Opis obiektu
Szczelina znajduje się po prawej stronie Filara Architektów, którym prowadzi droga wspinaczkowa o tej samej nazwie i trudności V+ w skali polskiej. Szczelina powstała w późnojurajskich wapieniach skalistych. Wnika na głębokość 3 m w głąb skały. Jest sucha, widna i w całości poddana wpływom środowiska. Brak nacieków, na spągu znajduje się rumosz skalny i liście. Na ścianach brak roślin, występują natomiast pająki.

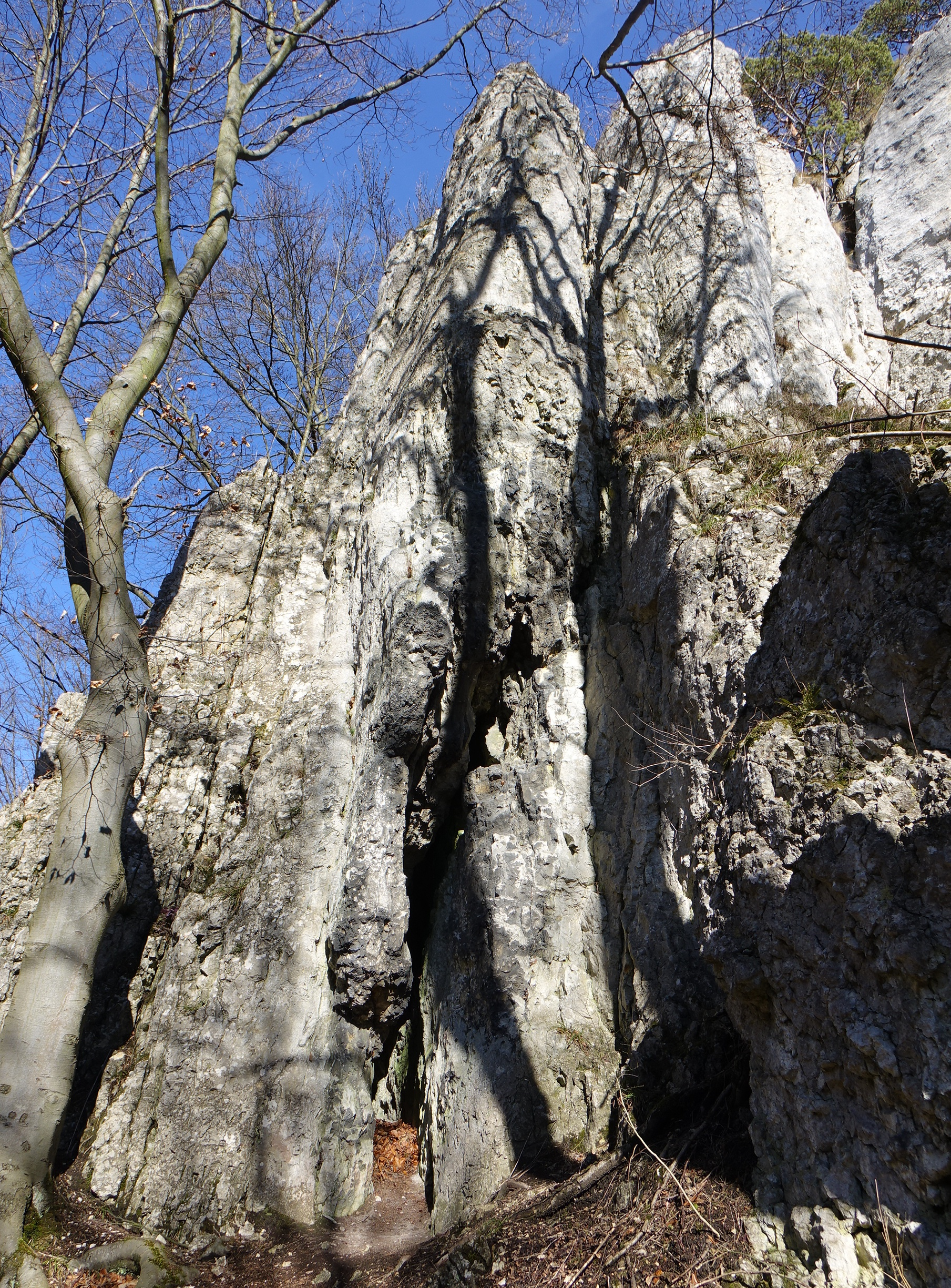
Fragment Pieninek z Filarem Architektów i szczeliną
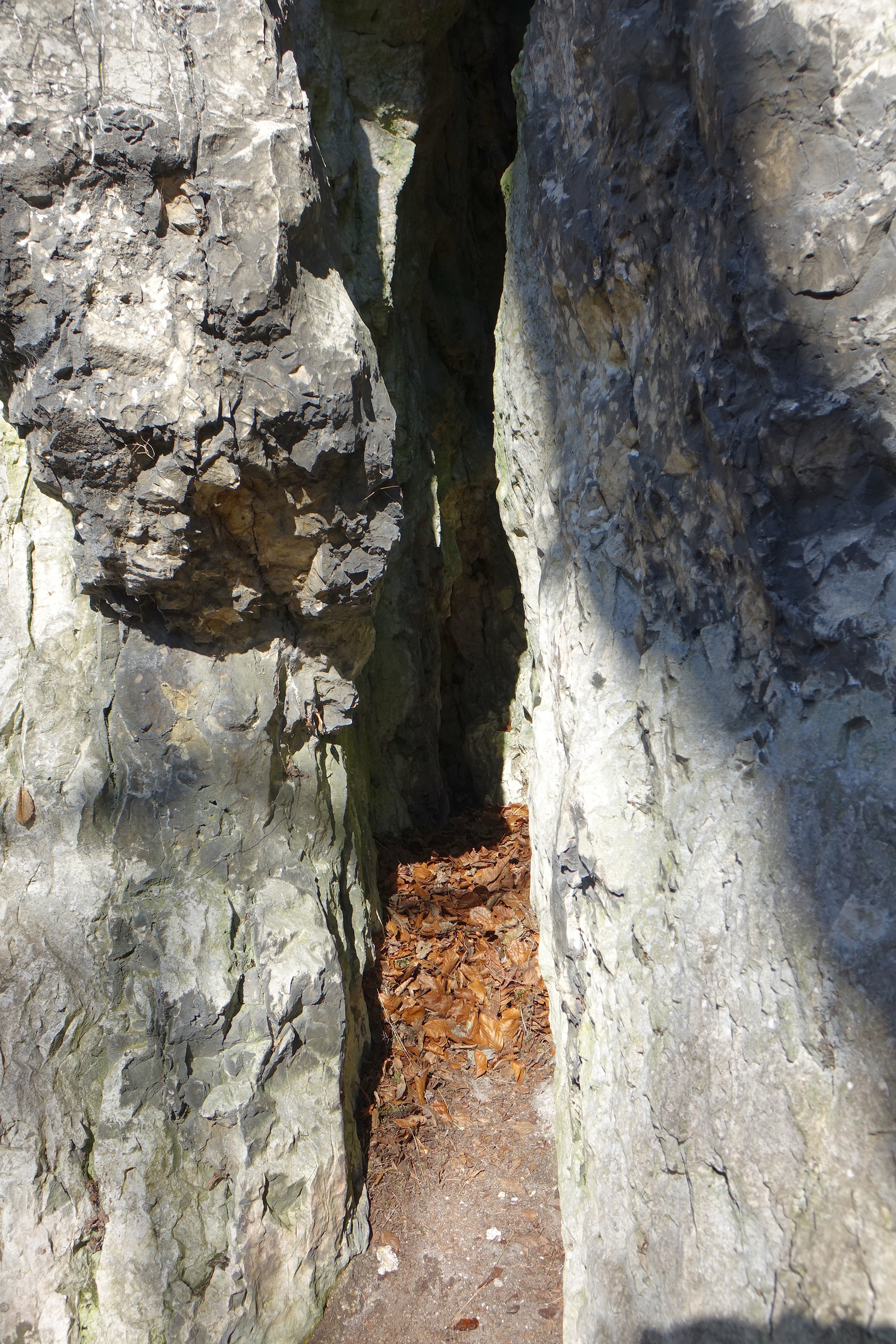
Szczelina

W Pieninkach jest jeszcze druga jaskinia – Piwnica w Pieninkach.